# Can't Speak French
„Can't Speak French” este un cântec pop al grupului muzical britanic Girls Aloud. Piesa a fost scrisă de Miranda Cooper, Brian Higgins, Tim Powell, Nick Coler, Jody Lei și Carla Marie Williams și produsă de Xenomania. Înregistrarea este inclusă pe cel de-al patrulea album de studio al formației, Tangled Up, fiind lansată ca cel de-al treilea disc single al materialului pe data de 17 martie 2008. Cântecul a obținut în general recenzii pozitive din partea criticilor muzicali de specialitate.
Discul single a obținut clasări de top 10 în Croația, Estonia și Regatul Unit. De asemenea, piesa a intrat în clasamentele din Bulgaria, Irlanda și România. În Regatul Unit cântecul a devenit cea de-a optsprezecea clasare de top 10 în UK Singles Chart.

## Structura muzicală și versurile
„Can't Speak French” este un cântec pop cu influențe de muzică electronică și jazz cu tempo moderat. Piesa este scrisă într-o tonalitate minoră, linia muzicală fiind construită cu ajutorul unor elemente acustice. În cântec se folosește doar câte un acord pe spații mari, acest lucru fiind continuat pe toată durata înregistrării. De asemenea, linia melodică prezintă armonii vocale.
Versurile vorbesc despre încercarea disperată a impresiona un băiat ce le transformă „praful în aur”, dar el nu realizează acest lucru. De asemenea, acestea sunt construite dintr-o strofă, un refren, interpretat în mod repetat și anterefren.

## Recenzii
„Can't Speak French” a primit în general recenzii pozitive din partea criticilor muzicali de specialitate. Editorul muyak (UK Mix) oferă piesei cinci puncte dintr-un total de cinci, susținând faptul că „[piesa] este atât de funky și atât de interesantă ca și venirea lor [a formației], cu voci superbe, un refren interesant și o linie melodică minunată. [...] Doar priviți-l urcând”. Tot din partea UK Mix, Alex MacGregor, oferă cântecului patru puncte din cinci, felicitând „abilitatea grupului de a alege cântece de pe noile lor albume”. Discul single primește patru puncte din cinci și din partea site-ului Digital Spy, acesta afirmând „Cu problemele pe care le întâmpină Cheryl Cole în relație și Nadine Coyle nereușind să ia parte la BRIT Awards, se întrevăd vremuri grele în frumoasa corabie Girls Aloud. Din fericire, noul single este suficient de puternic să readucă formația pe ape mai liniștite. [...] este cel mai bun exercițiu de muzică pop de la, ei bine, Call the Shots”. Allmusic subliniază următoarele aspecte: „«Can't Speak French» este un cântec drăguț, realizat fără prea mare efort, după care Sugababes au așteptat întreaga lor carieră”. De asemenea, The Guardian apreciază într-un mod pozitiv înregistrarea, declarând următoarele: „«Can't Speak French» este un prim exemplu al abilității deținute de Xenomania de a aduna la un loc elemente muzicale diferite, o abilitate ce se pare că o păstrează pentru Girls Aloud, probabil pentru că se potrivește perfect cu Cole și compania”. Billboard consideră „Call the Shots” unul dintre cele mai interesante cântece de pe album, alături de „Call the Shots” și „Fling”.
Alte recenzii pozitive vin din partea unor publicații ca BBC Music sau Music OMH. Mai puțin impresionată s-a declarat Sarah Walters de la Manchester Evening News, care s-a declarat „indecisă dacă aceasta este o glumă proastă sau o lovitură de geniu” și făcând referire la refrenul piesei prin „stupiditate pură”.

## Videoclipul

Girls Aloud în videoclipul cântecului „Can't Speak French”.

Videoclipul piesei „Can't Speak French” a fost filmat la finele lunii ianuarie 2008, în Londra, Anglia și a fost regizat de Petro, de la compania Draw Pictures. Clipul a avut premiera pe data de 14 februarie 2008 pe site-ul Yahoo! Music, difuzarea la televiziune luând startul la data de 16 februarie 2008, pe postul Channel 4. Cu toate acestea, videoclipul a fost difuzat pe unele posturi de televiziune, cum ar fi The Box, pe data de 13 februarie 2008.
Clipul le prezintă pe Girls Aloud în costume elaborate inspirate din moda franceză a secolului XVIII. O altă sursă de inspirație o constituie stilul abordat de fosta regină a Franței, Maria Antoaneta. În videoclip componentele grupului, intră într-o sală unde are loc o masă festivă, începând să danseze și să-i ispitească pe invitații de aici. 

## Lista cântecelor și fața B
Unul din cântecele incluse pe fața B, „Hoxton Heroes”, a fost menționat pentru prima dată într-un interviu oferit publicației The Guardian, din luna noiembrie 2007. Miranda Cooper, textier și membru al grupului de producție Xenomania a subliniat următorul aspect: „Am scris un cântec numit «Hoxton Hero». Eu și fetele ne referi în acesta la toată scena muzicii indie”. De asemenea, Kimberly Walsh a declarat că „ei supun că suntem [Girls Aloud] fabricate, ei bine și ei sunt la fel”. Cântecul a fost considerat prea controversat și a fost exclus de pe albumul Tangled Up.
Pe data de 31 ianuarie 2008, site-ul oficial al formației și publicația Daily Star au confirmat faptul că „Hoxton Heroes” va fi inclus pe fața B a noului single, împreună cu o versiune în limba franceză a cântecului „Can't Speak French”. Un clip de 30 de secunde a fost postat pe contul oficial de MySpace al formației pe data de 6 februarie 2008. Odată cu expunerea piesei, o parte din fanii grupurilor muzicale indie au atacat formația Girls Aloud. „Je Ne Parle Pas Français” (versiunea în franceză a discului single) a fost pentru prima dată asculatată pe data de 26 februarie 2008 pe website-ul Heatworld.com.
| Nr.                                                | Titlu                                                      | Durată |
| -------------------------------------------------- | ---------------------------------------------------------- | ------ |
| Disc single 1 distribuit în Regatul Unit / 1762720 |                                                            |        |
| 1.                                                 | „Can't Speak French” [Editare radio]                       | 3:19   |
| 2.                                                 | „Hoxton Heroes”                                            | 3:08   |
| Disc single 2 distribuit în Regatul Unit/ 1764167  |                                                            |        |
| 1.                                                 | „Can't Speak French” [Editare radio]                       | 3:19   |
| 2.                                                 | „Je Ne Parle Pas Français”                                 | 3:41   |
| 3.                                                 | „Can't Speak French” [Remix „Passions”][A]                 | 6:11   |
| 4.                                                 | „With Every Heartbeat” [Preluare la Radio One Live Lounge] | 3:58   |
| 5.                                                 | „Can't Speak French” [Videoclip]                           | 3:19   |
| Disc digital distribuit prin iTunes                |                                                            |        |
| 1.                                                 | „Can't Speak French” [Mixaj radio de Tony Lamezma]         | 4:00   |
| 2.                                                 | „Can't Speak French” [Editare radio]                       | 3:19   |

- A ^ Remixul „Passions” a fost folosit pentru a promova mini-serialul The Passions of Girls Aloud.

## Versiuni și alte apaiții
Acestea sunt toate versiunile și remixurile oficiale.
| Versiune                                 | Apariție                           |
| ---------------------------------------- | ---------------------------------- |
| Versiunea de pe album                    | Tangled Up                         |
| Editare radio (de Jeremey Wheatley)      | Discul single „Can't Speak French” |
| „Je Ne Parle Pas Français”               | Discul single „Can't Speak French” |
| Remix „Passions” (Mixaj de Tony Lamezma) | Discul single „Can't Speak French” |
| Editare radio de Tony Lamezma            | Descărcare prin iTunes             |

## Personal
- Vocaliști: Cheryl Cole, Nadine Coyle, Sarah Harding, Nicola Roberts și Kimberley Walsh;
- Producători: Xenomania;[2]
- Ingineri de sunet: Toby Scott și Dan Aslet;[2]
- Textieri: Brian Higgins, Miranda Cooper, Tim Powell, Giselle Somerville și Lisa Cowling;[2]
- Programatori: Tim Powel, Miranda Cooper și Brian Higgins;[2]
- Chitară: Nick Colen;[2]
- Mixat de: Tim Powel și Brian Higgins.[2]

## Prezența în clasamente
Odată cu confirmarea ca single a cântecului „Can't Speak French”, acesta a început să fie comercializat în format digital. Ca rezultat, cu o lună înaintea lansării compact discurilor, piesa a debutat în UK Singles Chart pe locul 49. Până în momentul lansării discului single, cântecul a înregistrat vânzări de aproximativ 25.000 de exemplare în Regatul Unit. După eliberarea discurilor, „Can't Speak French” a atins poziția cu numărul 9, devenind cel de-al optsprezecelea single de top 10 al formației în acest clasament. „Can't Speak French” s-a comercializat în peste 160.000 de unități pe teritoriul Regatului Unit. În Irlanda, discul a înregistrat un parcurs similar, debutând pe locul 35 pe data de 21 februarie 2008 și atingând poziția cu numărul 12 în cea de-a șaptea săptămână.
În Europa continentală piesa a activat în clasamentele din Bulgaria, Croația, Estonia și România. Dintre acestea, cântecul, a intrat în top 10 în Croația (locul 7) și în Estonia (locul 9). În Bulgaria discul a staționat în clasamentul național timp de cinci săptămâni, obținând locul 31, în timp ce, în România, „Can't Speak French” s-a poziționat pe locul 79. Piesa a activat și în clasamentul postului de radio Europa FM, unde a s-a clasat pe locul 5.

## Clasamente
| Clasament (2008)          | Poziția maximă | Referință |
| ------------------------- | -------------- | --------- |
| Bulgarian National Top 40 | 31             | [ 35 ]    |
| Croatian Singles Chart    | 7              | [ 3 ]     |
| Estonian Singles Chart    | 9              | [ 4 ]     |
| Euro 200                  | 24             | [ 37 ]    |
| European Hot 100          | 33             | [ 38 ]    |

| Clasament (2008)       | Poziția maximă | Referință   |
| ---------------------- | -------------- | ----------- |
| Irish Singles Chart    | 12             | [ 5 ]       |
| UK Radio Airplay       | 5              | [ 39 ]      |
| UK Download Chart      | 13             | [ 40 ]      |
| UK Singles Chart       | 9              | [ 5 ] [ 7 ] |
| Romanian Singles Chart | 79             | [ 6 ]       |